# Julius Ernst (Braunschweig-Dannenberg)

Julius Ernst: Taler von 1624

Julius Ernst von Braunschweig-Dannenberg (* 11. März 1571; † 26. Oktober 1636) war von 1598 bis zu seinem Tod im Jahr 1636 Inhaber der Herrschaft Dannenberg.

## Leben und Familie
Julius Ernst wurde 1571 als Sohn von Heinrich von Braunschweig-Dannenberg (1533–1598) und Ursula von Sachsen-Lauenburg (1552/3–1620) geboren. Nach dem Tode seines Vaters 1598 wurde er Fürst von Dannenberg. Er starb ohne einen männlichen Erben, daher beerbte ihn sein Bruder August, der das Fürstentum mit seinem eigenen Erbteil Hitzacker zusammenlegte.
Seit 1618 war Adrian von Mynsicht (1588–1638) als Leibmedicus bei Herzog Julius Ernst angestellt.
Julius Ernst war zweimal verheiratet, zuerst mit Maria von Ostfriesland (* 1. Januar 1582; † 9. Juli 1616), der Tochter von Edzard II. Er hatte mit ihr zwei Kinder.
- Sigismund Heinrich (* 30. August 1614; † 1. November 1614)
- Maria Katharina (* 9. Juli 1616; † 1. Juli 1665) ⚭ Adolf Friedrich I. von Mecklenburg-Schwerin (1588–1658).

Nach ihrem Tod 1616 heiratete er Sybille von Braunschweig-Lüneburg (3. Juni 1584–5. August 1652), Tochter von Wilhelm von Braunschweig-Lüneburg. Auch mit ihr hatte er zwei Kinder.
- August (* 1619)
- Anna Maria (* 1622)